# Biełaruskaja fiederacyja lohkaj atletyki
Białoruska Federacja Lekkoatletyczna (biał. Беларуская федэрацыя лёгкай атлетыкі, Biełaruskaja fiederacyja lohkaj atletyki; ros. Белорусская федерация лёгкой атлетики, Biełorusskaja fiedieracija logkoj atletiki) – białoruska federacja lekkoatletyczna należąca do European Athletics. Siedziba znajduje się w Mińsku.
Federacja powstała w 1991 roku, a od 1993 jest częścią IAAF.
Prezesem od września 2014 do września 2020 r. był Wadzim Dziewiatouski.
Prezesem od 24 września 2020 r. jest Iwan Cichan.

## Imprezy sportowe
Białoruska Federacja Lekkoatletyczna jest organizatorem najważniejszych zawodów lekkoatletycznych w Białorusi. Do imprez tych zaliczyć można m.in. Półmaraton Miński.